# 常兴镇 (汝南县)
常兴镇，是中华人民共和国河南省驻马店市汝南县下辖的一个乡镇级行政单位。

## 行政区划
常兴镇下辖以下地区：
韩寨社区、常兴社区、木屯村、崔屯村、许屯村、马屯村、柏丈屯村、魏布口村、王集村、黄汤村、曾庄村、大田村、大申庄村、任桥村、西王庄村、大王庄村、严庄村、姜寨村、台子寺村、老湾村、代塔村、冯楼村、小亮寺村、杨庄村和李楼村。